# All the Right Reasons
Albums de Nickelback
The Long Road
(2003) Dark Horse
(2008)
All the Right Reasons est le 5e album du groupe canadien Nickelback, sorti le 28 septembre 2005.

## Pistes de l'album
| No  | Titre                           | Durée |
| --- | ------------------------------- | ----- |
| 1.  | Follow You Home                 | 4:20  |
| 2.  | Fight for All the Wrong Reasons | 3:44  |
| 3.  | Photograph                      | 4:19  |
| 4.  | Animals                         | 3:08  |
| 5.  | Savin' Me                       | 3:40  |
| 6.  | Far Away                        | 3:58  |
| 7.  | Next Contestant                 | 3:35  |
| 8.  | Side of a Bullet                | 3:02  |
| 9.  | If Everyone Cared               | 3:38  |
| 10. | Someone That You're With        | 4:02  |
| 11. | Rockstar                        | 4:16  |

## Certifications
| Pays                    | Certification |
| ----------------------- | ------------- |
| Allemagne (BVMI)        | 3 × Or        |
| Australie (ARIA)        | 4 × Platine   |
| Autriche (IFPI)         | Or            |
| Canada (Music Canada)   | 7 × Platine   |
| États-Unis (RIAA)       | Diamant       |
| Nouvelle-Zélande (RMNZ) | 3 × Platine   |
| Pays-Bas (NVPI)         | Or            |
| Royaume-Uni (BPI)       | 3 × Platine   |
| Suisse (IFPI)           | Or            |